# 저스틴 메람
저스틴 히크마트 아지즈 메람(아랍어: جستن حكمت عزيز ميرام,영어: Justin Hikmat Azeez Meram, 1988년 12월 4일 ~ )은 미국 출생의 이라크의 축구 선수로 현재 메이저 리그 사커 레알 솔트레이크와 이라크 축구 국가대표팀에서 활약하고 있다.

## 생애 및 선수 경력
메람의 부모는 모두 이라크 모술 근교에 있던 칼데아 가톨릭 공동체 출신으로, 이에 따라 이라크를 대표할 자격이 주어졌다. 2013년에 메람은 이라크 국적 취득 과정에 들어가서 미국 및 이라크 이중국적자가 되었다. 본인은 "언제나 이라크를 대표하는 것이 꿈이었다."라고 말했으며 이라크 여권에는 "저스틴 히크마트 아지즈"라고 쓰여져 있다. 2015년 AFC 아시안컵 예선을 통해 국제 A매치 데뷔전을 치렀으며 중화 타이베이와의 2018년 FIFA 월드컵 아시아 지역 2차 예선 F조 1차전에서 페널티킥으로 첫 골을 기록했다. 그리고 중동 3개국이 참가한 2019년 국제 친선 축구 대회에서 시리아를 상대로 선제골이자 결승골을 터뜨리며 이 대회 최우수선수상을 수상했다.